# Gilaki
Gilaki är ett nordvästiranskt språk (inom den iranska språkfamiljen) som talas av en befolkning av omkring tre miljoner. De allra flesta av dessa bor i Gilanprovinsen i norra Iran, vid Kaspiska havet. Gilaki tillhör den nordvästra grenen av de iranska språken. Språket är nära besläktat med mazandarani och är indelat i de två större dialekterna Bie-pas och Bie-pish. Bie-pasdialekten talas främst väster om Sefidrud, inklusive Rasht och Fuman, medan Bie-pish talas i den östra delen av Gilan, bland annat i Lahijan och Langrud.
Gilaki är ett talat språk och har ingen officiell status i Iran. Gilaki är influerat av farsi.